# Референдум в Испании (1986)
Референдум о постоянном членстве Испании в НАТО состоялся в среду 12 марта 1986 года в Испании, которая была членом НАТО с 30 мая 1982 года. Он был созван 31 января 1986 года правительством Испанской социалистической рабочей партии (исп. PSOE) во главе с Фелипе Гонсалесом.

## История

### Предпосылки и изменение позиции правительства PSOE

Надпись с лозунгом «НАТО НЕТ» на здании Дуке де Лерма в Вальядолиде, выполненная в 1986 году Гражданским коллективом за мир и разоружение.

В годы холодной войны, особенно после подписания Мадридских пактов 1953 года, которые вывели диктатуру Франко из полной международной изоляции, Испания была интегрирована в западный блок, хотя и не участвовала в военных и экономических организациях, в которые вступили некоторые европейские и североамериканские страны. После восстановления демократии правительства Союза демократического центра (исп. UCD) выступали за постепенное сближение в направлении интеграции в эти экономические и военные структуры, включая НАТО. Таким образом, 30 мая 1982 года Испания стала 16-м членом НАТО, что было отвергнуто значительной частью общества и политических партий. Как и все испанские левые, выступавшие за то, чтобы Испания не входила в какой-либо военный блок, PSOE решительно выступила против вступления страны в альянс, выдвинув знаменитый лозунг «НАТО — изначально нет» (исп. OTAN, de entrada no), и пообещала в случае прихода к власти поддержать выход страны из альянса и созвать национальный референдум, чтобы население приняло окончательное решение. PSOE, возглавляемая Фелипе Гонсалесом, получила абсолютное большинство голосов на всеобщих выборах в октябре 1982 года, всего через несколько месяцев после вступления Испании в НАТО.
После вступления Испании в ЕЭС в 1986 году пришло время обещанного референдума о дальнейшем членстве Испании в НАТО. Однако Фелипе Гонсалес и его правительство объявили, что будут отстаивать дальнейшее членство Испании в НАТО, хотя и при трех смягчающих условиях: невключение в военную структуру, запрет на установку, хранение или внедрение ядерного оружия и сокращение военных баз США в Испании, установленных после Мадридского пакта 1953 года. Гонсалесу пришлось убеждать свою собственную партию на 30-м съезде в декабре 1985 года, а поворот в сторону НАТО привёл к отставке министра иностранных дел Фернандо Морана, не соглашавшегося с ним.
По мнению Сантоса Хулиа, основными факторами, повлиявшими на изменение позиции правительства PSOE, стали «давление со стороны США и ряда европейских стран; связь между сохранением членства в НАТО и членством Испании в ЕЭС; а также позиция в пользу более тесных связей с Альянсом, которую очень рано заняло министерство обороны». К этому добавилось мнение, что было неразумно покидать НАТО в период обострения напряжённости холодной войны.
Большинство населения страны было против вступления Испании в альянс: в октябре 1981 года, за несколько месяцев до официального вступления в НАТО, только 18,1 % населения однозначно высказались за вступление в союз, 52 % — против, в то время как подавляющее большинство (69 %) выступало за то, чтобы вопрос о членстве решался на референдуме. За месяц до референдума, в феврале 1986 года, опрос газеты El País показал, что 39 % избирателей проголосуют «нет», а 21 % уже решили проголосовать «да».
На фоне «разворота» PSOE инициативу отказа от НАТО взяла на себя Коммунистическая партия Испании — теперь её возглавлял астуриец Херардо Иглесиас, сменивший Сантьяго Каррильо — которая создала широкую коалицию левых организаций и партий, включая социалистов, покинувших PSOE из-за несогласия с изменением позиции своей партии, из которой возникла коалиция «Объединённые левые», принявшая участие во всеобщих выборах в июне 1986 года. В свою очередь, проатлантистский Народный альянс парадоксальным образом решил воздержаться, оставив правительство единственным сторонником сохранения членства, что, по словам Давида Руиса, стало «жалкой стратегией… которая приведёт к дискредитации политической карьеры её основателя, Мануэля Фраги, как претендента на пост главы государства».

### Основные разногласия вокруг референдума

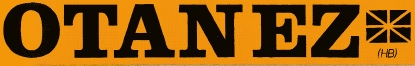
«НАТО НЕТ» — пропагандистский плакат «Народного единства» против НАТО

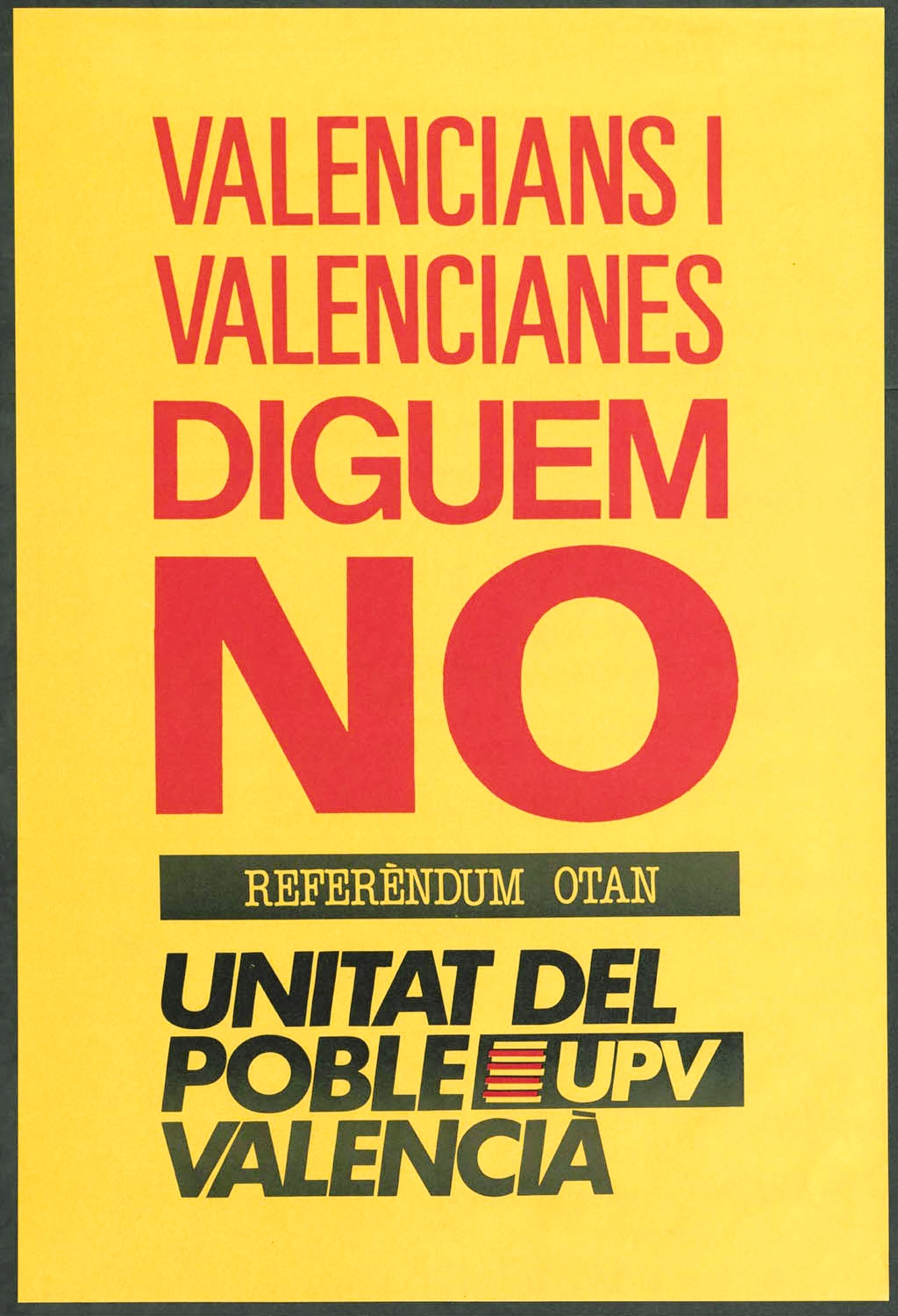
«Валенсийцы скажите НЕТ референдуму НАТО». Плакат «Единство валенсийского народа» в поддержку голосования «нет».

Одной из причин, по которой этот референдум вызвал споры, стал тот факт, что PSOE до прихода в правительство всегда выступала против членства в НАТО. Напротив, с момента своего прихода в правительство и во время кампании по проведению референдума она выступала за сохранение членства. Изменение позиции партии особенно тяжело отразилось на её избирателях, которые изначально были сторонниками «нет»; в 1979 году 74 % избирателей PSOE были против НАТО (и 7 % — за). Внутри партии её молодёжная организация, Социалистическая молодёжь, выступила за отрицательное голосование, как и профсоюз Всеобщий союз трудящихся, исторически связанный с партией.
С другой стороны, Народная коалиция, которая всегда выступала за членство в НАТО, рекомендовала воздержаться от участия в референдуме, чтобы оказать давление на правительство.
Другой причиной стала формулировка вопроса, которую часть общественного мнения, особенно те, кто выступал против сохранения Испании в альянсе, посчитали предвзятой по отношению к голосованию «за». Более того, правительство выступало за положительное голосование. Критики отметили, что в вопросе не было прямой ссылки на НАТО, а использовался менее жёсткий термин «Атлантический альянс», после чего следовал ряд прерогатив, не связанных с членством в НАТО, выполнение которых правительство не могло обеспечить (например, постоянное присутствие американских военных в стране).

### Вопрос
На референдуме испанцам старше 18 лет выдали бюллетень для голосования со следующим текстом и вопросом:
Правительство считает, что в национальных интересах Испании оставаться в Атлантическом союзе, и соглашается с тем, что членство Испании должно быть установлено на следующих условиях:
- 1.º Участие Испании в Атлантическом альянсе не предполагает её включения в интегрированную военную структуру.
- 2.º Запрет на установку, хранение или внедрение ядерного оружия на территории Испании будет сохранен.
- 3.º Военное присутствие США в Испании будет постепенно свёрнуто.

Считаете ли вы удобным для Испании оставаться в Атлантическом альянсе на условиях, согласованных Национальным правительством?

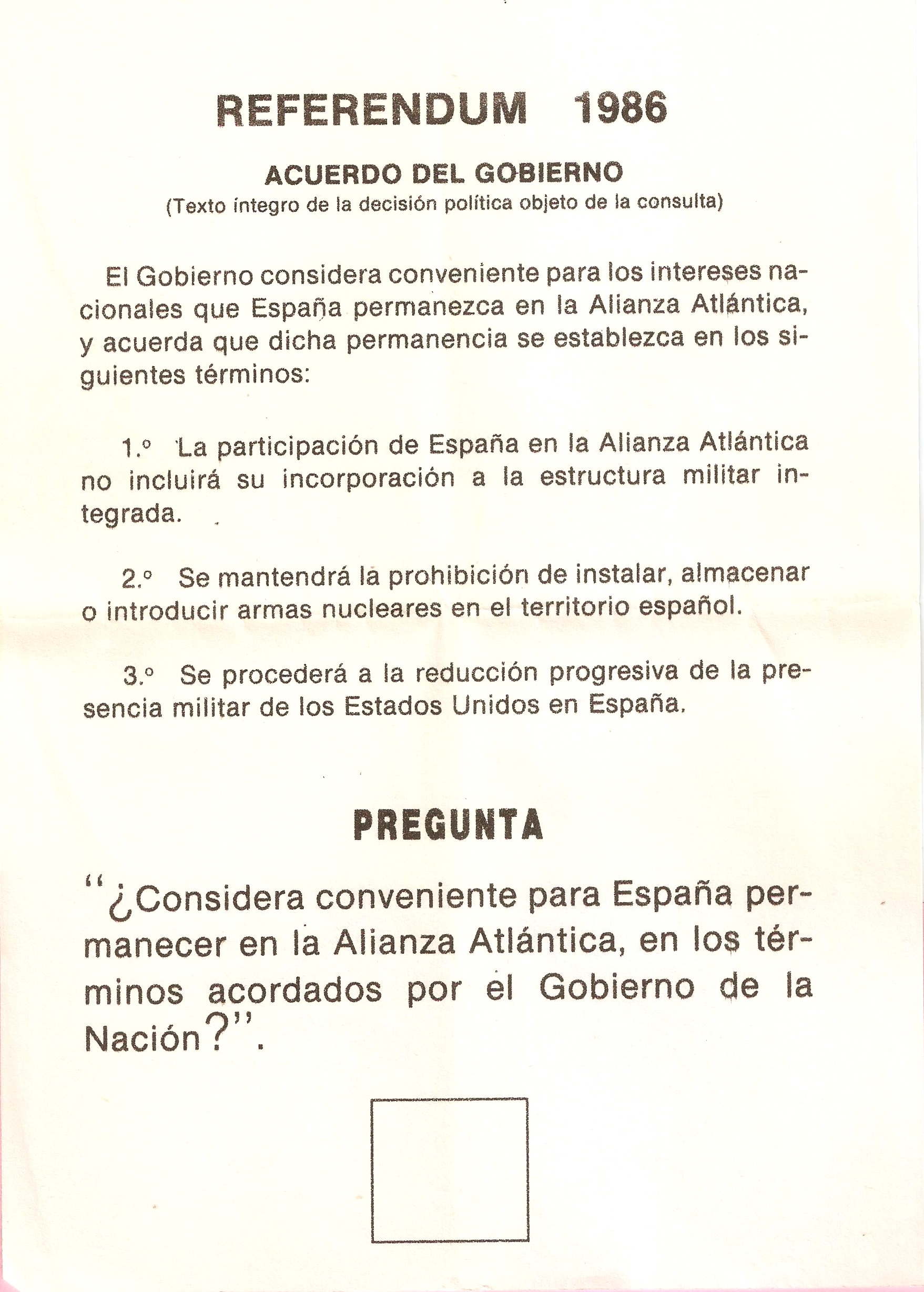
Пустой голос
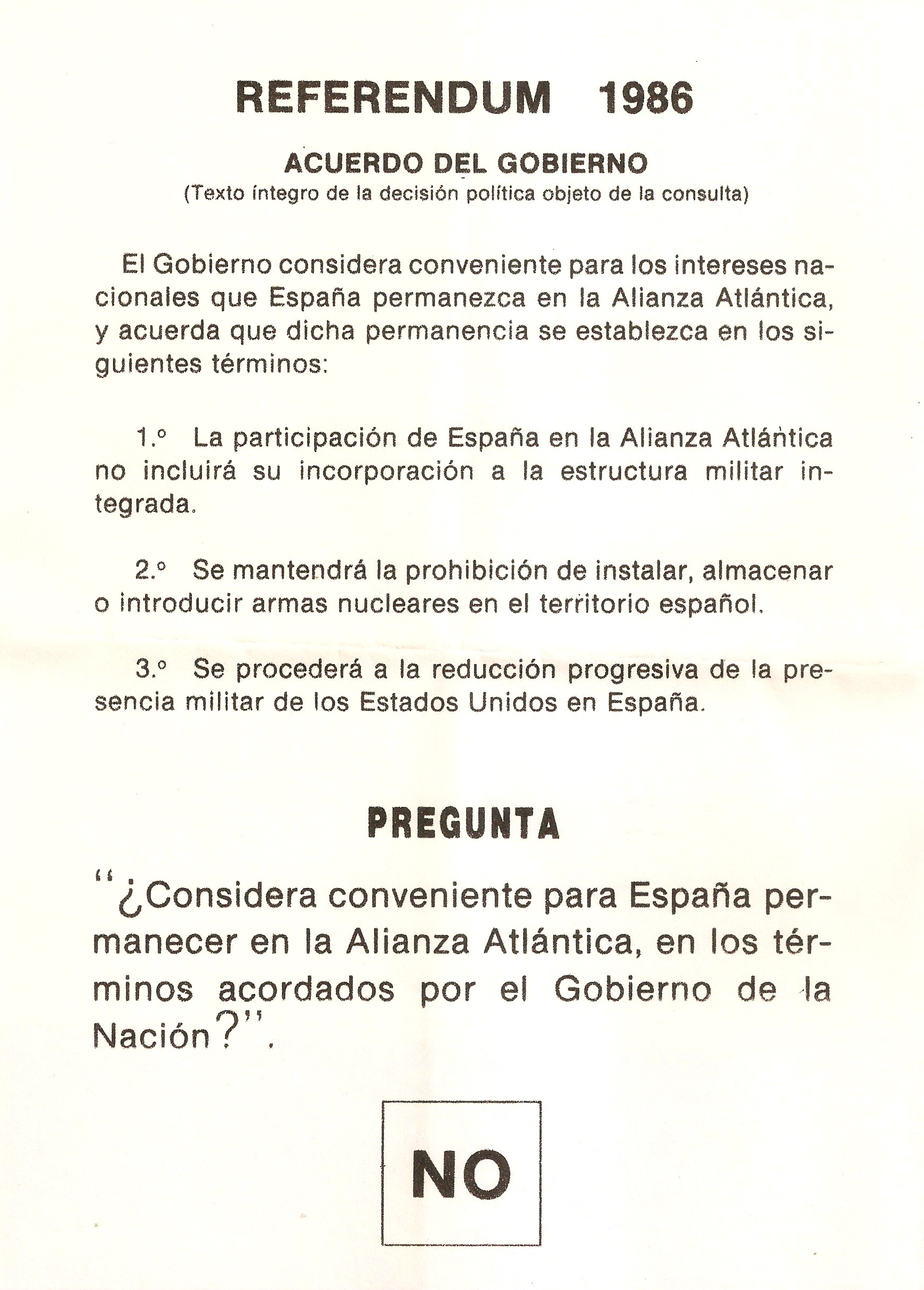
Голос против
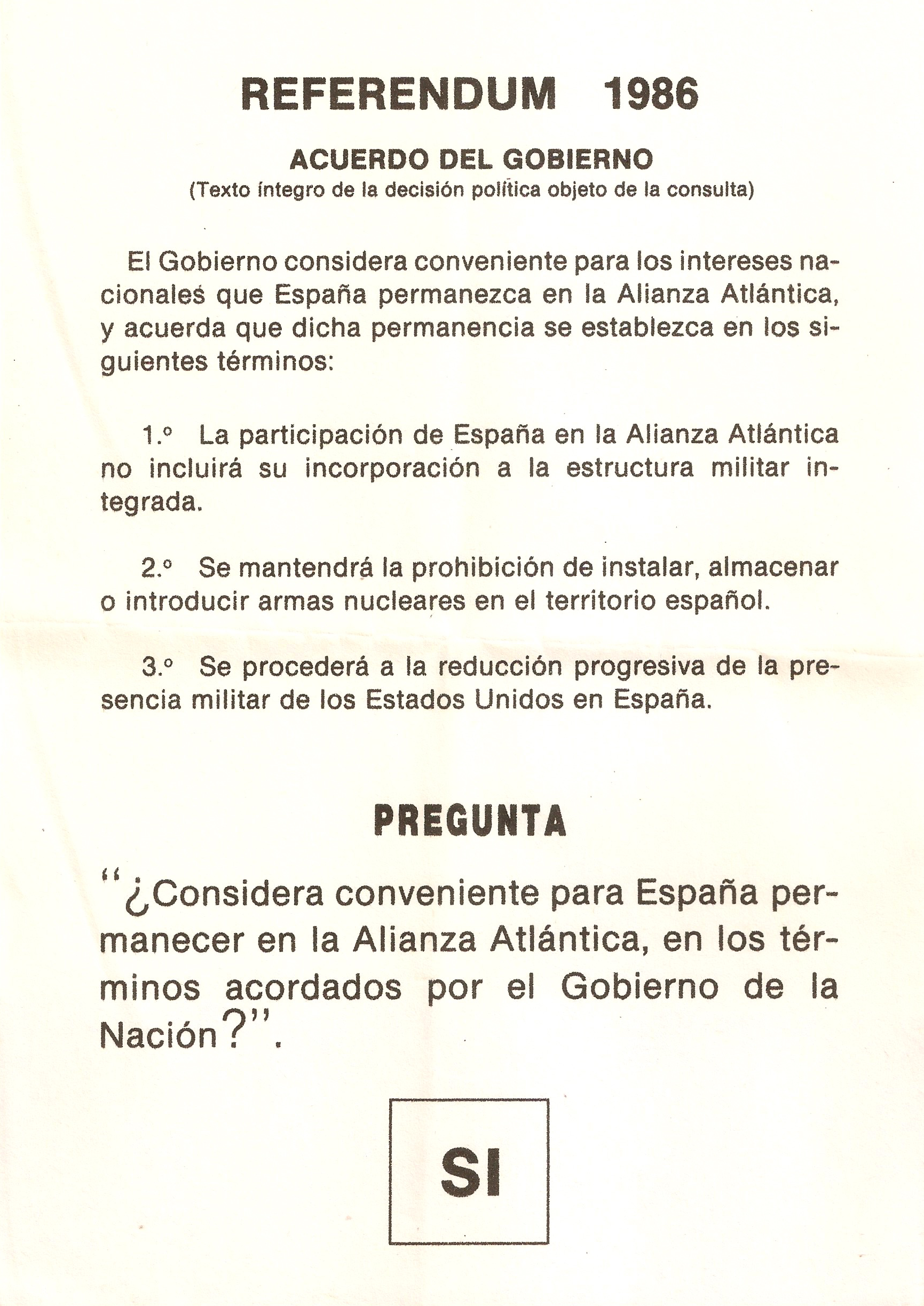
Голос за

## Результат
Вопреки ожиданиям, Фелипе Гонсалесу, который объявил, что уйдёт в отставку в случае победы «нет», что, по-видимому, повлияло на многих избирателей, в конце концов удалось одержать победу в опросах, и на референдуме, состоявшемся 12 марта 1986 года, победил «да», хотя и с незначительным перевесом. Голоса против победили в четырех сообществах: Каталонии, Стране Басков, Наварре и Канарских островах. В Галисии, несмотря на голосование «за», явка составила менее 40 %, что стало самым низким показателем в Испании. В Стране Басков антинатовская кампания способствовала росту Народной партии, левой националистической партии, которая получила пять мест на выборах в баскский парламент в октябре 1986 года.
Результат референдума, «самого сложного испытания за весь период его пребывания у власти», укрепил лидерство Фелипе Гонсалеса как в его партии, так и в стране в целом, что было видно по результатам всеобщих выборов, состоявшихся в том же году, на которых PSOE вновь получила абсолютное большинство, хотя и на 18 мест меньше, чем в 1982 году.

### Результат по автономным сообществам
Результаты —за исключением незаполненных бюллетеней, с указанием процентного соотношения к действительным голосам— по каждому из автономных сообществ и их соответствующим избирательным округам представлены в следующей таблице:
| Сообщество | Сообщество         | Электорат  | Явка    | За        | За        | Против    | Против  |           |       |         |       |
| Сообщество | Сообщество         | Электорат  | Явка    | Голосов   | %         | Голосов   | %       |           |       |         |       |
| ---------- | ------------------ | ---------- | ------- | --------- | --------- | --------- | ------- | --------- | ----- | ------- | ----- |
| Сообщество | Сообщество         | Электорат  | Явка    |           | Андалусия | 4 810 221 | 61,55 % | 1 868 623 | 67,38 | 904 635 | 32,62 |
|            | Арагон             | 952 361    | 60,17 % | 318 640   | 61,72     | 197 608   | 38,28   |           |       |         |       |
|            | Астурия            | 907 599    | 56,36 % | 273 074   | 57,28     | 203 622   | 42,72   |           |       |         |       |
|            | Балеарские острова | 524 71     | 52,03 % | 151 881   | 61,11     | 96 663    | 38,89   |           |       |         |       |
|            | Риоха              | 202 523    | 59,97 % | 69 405    | 63,92     | 39 174    | 36,08   |           |       |         |       |
|            | Страна Басков      | 1 644 108  | 65,41 % | 336 518   | 32,45     | 700 539   | 67,55   |           |       |         |       |
|            | Эстремадура        | 823 281    | 61,96 % | 305 219   | 65,79     | 158 723   | 34,21   |           |       |         |       |
|            | Галисия            | 2 220 686  | 38,51 % | 465 103   | 59,10     | 321 809   | 40,90   |           |       |         |       |
|            | Кастилия-Леон      | 2 071 409  | 56,44 % | 627 633   | 61,54     | 392 251   | 38,46   |           |       |         |       |
|            | Кастилия-Ла-Манча  | 1 283 563  | 58,30 % | 451 729   | 68,42     | 208 484   | 31,58   |           |       |         |       |
|            | Канарские острова  | 1 003 385  | 55,39 % | 242 015   | 46,31     | 280 639   | 53,69   |           |       |         |       |
|            | Кантабрия          | 402 339    | 59,64 % | 140 251   | 63,96     | 79 031    | 36,04   |           |       |         |       |
|            | Каталония          | 4 614 731  | 62,80 % | 1 263 416 | 46,28     | 1 466 639 | 53,72   |           |       |         |       |
|            | Мадрид             | 3 591 044  | 60,91 % | 1 135 636 | 56.77     | 864 7     | 43,23   |           |       |         |       |
|            | Мурсия             | 723 287    | 61,39 % | 254 572   | 62,08     | 155 469   | 37,92   |           |       |         |       |
|            | Наварра            | 396 841    | 62.64 % | 99 815    | 43,28     | 130 828   | 56,72   |           |       |         |       |
|            | Валенсия           | 2 776 354  | 66,33 % | 1 027 648 | 60,73     | 664 465   | 39,27   |           |       |         |       |
|            |                    |            |         |           |           |           |         |           |       |         |       |
|            | Всего              | 29 024 494 | 59,42 % | 9 054 509 | 56,85     | 6 872 421 | 43,15   |           |       |         |       |

## Последующее развитие отношений Испании с НАТО
Следует исходить из того, что референдум был проведён в соответствии со статьёй 92 Конституции Испании, являясь лишь консультативным актом и как таковой не имея обязательной юридической силы. Однако, несмотря на то, что решение не было юридически обязательным, правительство, по словам его вице-президента Альфонсо Герры, заверило, что считает его «политически обязательным» и будет действовать в соответствии с его результатами. В 1997 году, во время президентского срока Хосе Мария Аснара, Испания присоединилась к интегрированной военной структуре НАТО (в нарушение первого условия соглашения). Во второе предписание был внесён пункт, согласно которому Соединённые Штаты могут устанавливать, хранить или вводить ядерное оружие на территории Испании при условии получения предварительного разрешения испанского правительства.
Согласно Мадридскому пакту 1953 года (прямому предшественнику НАТО в Испании), американским военным было передано право совместного использования четырёх военных баз. После результатов референдума военное присутствие США в Испании постепенно сокращалось; на сегодняшний день военное присутствие сохраняется только на базах совместного использования — военно-морской базе Рота и авиабазе Морон (американцы оставили авиабазу Торрехон-де-Ардос и авиабазу Сарагоса).

### Вопрос Сеуты и Мелильи в НАТО
Обсуждалось, что в отношении Сеуты и Мелильи НАТО предположительно не обязана защищать испанский суверенитет по статье 5 от возможного внешнего (предположительно марокканского) военного нападения при тщательном рассмотрении территориальных границ статьи 6 Договора, из-за проблем с географическими границами (например, территория США Гавайи также не будет охвачена). Это не значит, что вступление Испании в НАТО не оказало несомненного сдерживающего эффекта, считают Солстен и Медиц. Однако города косвенно подпадают под действие второго пункта статьи 6: «считается, что вооружённое нападение на одну или несколько Договаривающихся сторон включает в себя вооружённое нападение: […] на вооружённые силы, суда или летательные аппараты какой-либо из Договаривающихся сторон если эти вооружённые силы, суда или летательные аппараты находились на этих территориях […] или в Средиземном море […]» и Испания также может запросить помощь на основании статьи 4: «Договаривающиеся стороны всегда будут консультироваться друг с другом в случае, если, по мнению какой-либо из них, территориальная целостность, политическая независимость или безопасность какой-либо из Договаривающихся сторон окажутся под угрозой». В новой стратегической концепции (СК) НАТО, принятой в Лиссабоне в 2010 году, говорится, что «НАТО будет сдерживать и защищать от угроз агрессии и возникающих рисков, когда они бросают вызов фундаментальной безопасности отдельных союзников или Альянса в целом» и не учитывает географические границы (Стратегическая концепция 1999 года отражала географические границы, установленные в статье 6 Договора). Более того, бывший генеральный секретарь НАТО сказал:
Но сегодня защита нашей территории и наших граждан не начинается и не заканчивается на границе. Она может начаться в Кандагаре. Она может начаться в киберпространстве. И НАТО должна быть способна защитить себя по всему спектру.Андерс Фог Расмуссен, бывший генеральный секретарь НАТО (2009-2014)
Во время Фолклендской войны 1982 года Великобритания официально не запрашивала поддержку НАТО, поскольку война велась в Южном полушарии; однако она получила помощь от своих союзников по НАТО. НАТО поддержала Испанию во время инцидента на острове Перехиль. Защита Сеуты и Мелильи была также усилена статьёй 42.7 Маастрихтского договора Европейского союза, которая гласит: «Если какое-либо государство-член является объектом вооружённой агрессии на своей территории, другие государства-члены оказывают ему помощь и содействие всеми доступными им средствами в соответствии со статьёй 51 Устава Организации Объединённых Наций. Это не должно наносить ущерба специфике политики безопасности и обороны некоторых государств-членов».
Новая стратегическая концепция, появившаяся после Мадридского саммита в 2022 году, устанавливает, что «хотя НАТО является оборонительным альянсом, никто не должен сомневаться в нашей силе и решимости защищать каждый дюйм союзной территории, сохранять суверенитет и территориальную целостность всех союзников и одерживать победу над любым агрессором». Соответственно, бывший генеральный секретарь Йенс Столтенберг заявил: «Что касается Сеуты и Мелильи, НАТО здесь, чтобы защитить союзников от любой угрозы. В конце концов, всегда останется политическое решение задействовать статью 5, но НАТО здесь для того, чтобы защищать всех наших союзников» и лидеры, такие как президент США Джо Байден и премьер-министр Великобритании Борис Джонсон, сделали более или менее чёткие заявления в том же ключе.